# Черегало (Милано)
Черегало је насеље у Италији у округу Милано, региону Ломбардија.
Према процени из 2011. у насељу је живело 81 становника. Насеље се налази на надморској висини од 87 м.